# Compattificazione di Stone-Čech
La compattificazione di Stone-Čech di uno spazio topologico {\displaystyle X} è uno spazio topologico compatto (indicato con {\displaystyle \beta X}) tale che ogni funzione continua da {\displaystyle X} verso uno spazio topologico compatto può essere estesa ad una funzione definita su tutto {\displaystyle \beta X}. Generalmente, si assume che {\displaystyle X} sia uno spazio di Tychonoff, perché solo in questo caso {\displaystyle \beta X} estende lo spazio di partenza {\displaystyle X}. 
Fra le varie compattificazioni di uno spazio topologico, quella di Stone-Čech è la "più grande", contrapposta alla compattificazione di Alexandrov, ottenuta aggiungendo un punto solo.

## Definizione
La compattificazione di Stone-Čech di uno spazio topologico {\displaystyle X} è uno spazio {\displaystyle \beta X} contenente {\displaystyle X} con queste proprietà:
- {\displaystyle \beta X} è compatto;
- {\displaystyle X} è denso in {\displaystyle \beta X};
- per ogni funzione continua

{\displaystyle f:X\to K}
a valori in uno spazio compatto di Hausdorff {\displaystyle K} esiste una funzione continua 
{\displaystyle f':\beta X\to K}
che estende {\displaystyle f}
L'ultima proprietà può essere descritta dicendo che {\displaystyle X} è C*-immerso in {\displaystyle \beta X}.

## Principali proprietà
La compattificazione di Stone-Cech si può vedere come la "massima" compattificazione di uno spazio (mentre la compattificazione di Alexandrov è la più piccola), come indicano le seguenti proprietà:
- è unica a meno di omeomorfismi;
- è l'unico spazio compatto in cui {\displaystyle X} è {\displaystyle C^{\star }}-immerso;
- è il più grande spazio in cui {\displaystyle X} è {\displaystyle C^{\star }}-immerso.

## Formulazioni della compattificazione di Stone-Čech
È possibile formulare la compattificazione di Stone-Čech in diversi modi tra di loro equivalenti: ad esempio, le funzioni continue da {\displaystyle X} all'intervallo chiuso {\displaystyle [0,1]} costituiscono la compattificazione desiderata.
Un'altra possibile formulazione equivalente è la seguente: dato uno spazio topologico {\displaystyle X} discreto, la compattificazione di Stone-Cech {\displaystyle \beta X} è formata da tutti gli ultrafiltri di X. 
La  base della topologia di {\displaystyle \beta X} possiede come elementi tutti gli ultrafiltri che contengono un dato aperto {\displaystyle A}:
{\displaystyle {\mathcal {B}}=\{p\in \beta X|A\in p\}_{A\in {\mathcal {A}}}},
dove {\displaystyle {\mathcal {A}}} sono gli aperti della topologia di {\displaystyle X}.
Nel caso di un generico spazio {\displaystyle X} che sia Tychonoff, la compattificazione di Stone-Cech di {\displaystyle X} si può ottenere usando gli insiemi massimali costituiti di zero-insiemi.